# Steroide

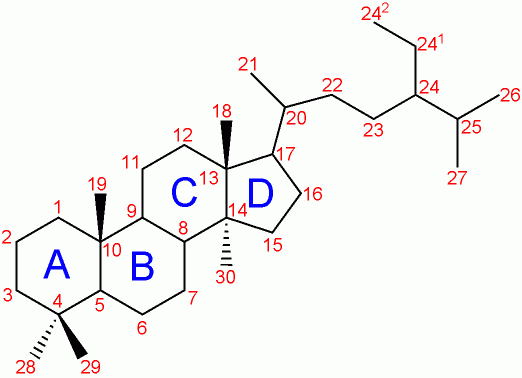
Formula di struttura degli steroidi; gli atomi di carbonio numerati dal 18 in su possono essere assenti

In chimica, gli steroidi sono dei lipidi derivati ossidati degli steroli: possiedono il nucleo sterolico (composto da quattro anelli di carbonio fusi tra loro, tre a sei atomi e uno a cinque), ma non la catena alchilica. Sono steroidi gli ormoni sessuali (es. testosterone, diidrotestosterone, estradiolo, progesterone), e gli ormoni corticosurrenali (ad es., cortisolo, aldosterone). Gli steroidi sono biosintetizzati attraverso la via metabolica dell'acido mevalonico.

## Descrizione
Caratteristica comune è la presenza dei quattro anelli condensati di atomi di carbonio, tre cicli a sei atomi [A,B,C] e un ciclo [D] a cinque atomi in disposizione analoga al ciclopentanoperidrofenantrene.
I diversi steroidi si differenziano per la presenza o l'assenza degli atomi di carbonio identificati dai numeri da 18 in su, e per i gruppi funzionali presenti sul resto della struttura.
Sono noti centinaia di steroidi diversi, isolati da specie animali e vegetali. Il loro ruolo più importante nei sistemi viventi è quello di fungere da ormoni. Nella fisiologia e nella medicina umana, i più importanti steroidi sono il colesterolo e gli ormoni steroidei, nonché i loro precursori e metaboliti.
Gli ormoni steroidei presenti nel plasma sono quasi completamente legati a proteine che ne inibiscono l'azione biologica; stando alle conoscenze attuali solo la frazione libera esercita effetti biologici, entrando nel nucleo cellulare e legandosi a fattori di trascrizione nucleari che stimolano o inibiscono l'espressione genica a seconda dei geni coinvolti.
È da sottolineare che la parola "steroide" si riferisce soltanto alla struttura chimica, e non alle funzioni biologiche. Infatti, ad esempio, il testosterone migliora l'azione dell'insulina, il cortisolo la inibisce; allo stesso modo, il testosterone stimola la sintesi di massa ossea e muscolare, mentre il cortisolo la degrada.
Il colesterolo è un importante alcol steroideo (uno sterolo), essendo un comune componente delle membrane delle cellule animali. Da esso l'organismo produce un'ampia serie di altri steroidi, tra cui gli ormoni sessuali dei vertebrati.
Gli effetti collaterali degli steroidi anabolizzanti si manifestano dopo poche settimane come ittero, pressione alta, ginecomastia maschile e riduzione dei seni nelle donne, atrofia testicolare e oligospermia (perché l'organismo smette di produrre testosterone se lo riceve dall'esterno), acne grave, irregolarità mestruale, alopecia maschile con aumento dei peli sul corpo e crescita della barba nelle donne, sovraeccitazione e aggressività anche sessuale cui seguono alterazione del ritmo sonno/veglia e depressione. 
Alcuni steroidi anabolizzanti sono relativamente sicuri e presentano pochi effetti collaterali, ad esempio l'Adrenosterone, mentre altri come il Metribolone sono potentissimi sia nei risultati che negli effetti collaterali.
In caso di assunzione continuativa dopo alcuni mesi, se non si rispettano i tempi di wash-out, fra le complicazioni più gravi si manifestano: infarto, trombosi, cancro del rene o della prostata, o necrosi epatica fulminante.